# Lotto-Belisol/2013
Deze pagina geeft een overzicht van Lotto-Belisol in 2013.

## Algemene gegevens
Sponsors: Belgische Nationale Loterij, Ridley, Belisol, Continental, Telenet
Algemeen Manager: Bill Olivier
Teammanager: Marc Sergeant
Ploegleiders: Herman Frison, Jean-Pierre Heynderickx, Marc Wauters, Bart Leysen, Mario Aerts
Fietsmerk: Ridley
Kleding: Vermarc
Budget: 10 miljoen euro
Kopmannen: André Greipel, Jürgen Roelandts, Jurgen Van den Broeck, Jelle Vanendert

## Renners
| Naam                        | Geboortedatum | Nationaliteit | Ploeg 2012              |
| --------------------------- | ------------- | ------------- | ----------------------- |
| Lars Ytting Bak             | 16-01-1980    | Denemarken    |                         |
| Dirk Bellemakers            | 19-01-1984    | Nederland     | Landbouwkrediet-Euphony |
| Gaëtan Bille                | 06-04-1988    | België        |                         |
| Brian Bulgaç                | 07-04-1988    | Nederland     |                         |
| Sander Cordeel              | 07-11-1987    | België        |                         |
| Jens Debusschere            | 28-08-1989    | België        |                         |
| Bart De Clercq              | 26-08-1986    | België        |                         |
| Francis De Greef            | 02-02-1985    | België        |                         |
| Kenny Dehaes                | 10-11-1984    | België        |                         |
| Gert Dockx                  | 04-07-1988    | België        |                         |
| André Greipel               | 16-07-1982    | Duitsland     |                         |
| Adam Hansen                 | 11-05-1981    | Australië     |                         |
| Greg Henderson              | 09-10-1976    | Nieuw-Zeeland |                         |
| Olivier Kaisen              | 30-04-1984    | België        |                         |
| Gianni Meersman (tot 19/02) | 05-12-1985    | België        |                         |
| Maarten Neyens              | 01-03-1985    | België        |                         |
| Vicente Reynés              | 30-07-1981    | Spanje        |                         |
| Fréderique Robert           | 25-01-1986    | België        |                         |
| Jürgen Roelandts            | 02-07-1985    | België        |                         |
| Marcel Sieberg              | 30-04-1982    | Duitsland     |                         |
| Tosh Van der Sande          | 28-11-1990    | België        |                         |
| Jurgen Van De Walle         | 09-02-1977    | België        |                         |
| Dennis Vanendert            | 27-06-1988    | België        |                         |
| Jelle Vanendert             | 19-02-1985    | België        |                         |
| Joost van Leijen            | 20-07-1984    | Nederland     |                         |
| Jonas Van Genechten         | 16-09-1986    | België        |                         |
| Jurgen Van den Broeck       | 01-03-1983    | België        |                         |
| Tim Wellens                 | 10-05-1991    | België        |                         |
| Frederik Willems            | 08-09-1979    | België        |                         |
| Stagiairs                   |               |               |                         |
| Stig Broeckx (stagiair)     | 10-05-1990    | België        |                         |
| Jorne Carolus (stagiair)    | 22-02-1992    | België        |                         |

## Belangrijke overwinningen
| Ronde van Gabon 1e etappe: Fréderique Robert 3e etappe: Gert Dockx 5e etappe: Fréderique Robert 7e etappe: Gert Dockx Down Under Classic Winnaar: André Greipel Tour Down Under 1e etappe: André Greipel 4e etappe: André Greipel 6e etappe: André Greipel Trofeo Palma de Mallorca Winnaar: Kenny Dehaes Ronde van de Middellandse Zee 1e etappe: André Greipel 5e etappe: Jürgen Roelandts Ruta del Sol Combinatieklassement: Jurgen Van den Broeck Handzame Classic Winnaar: Kenny Dehaes GP Pino Cerami Winnaar: Jonas Van Genechten Ronde van Turkije 4e etappe: André Greipel 5e etappe: André Greipel Ronde van Italië 7e etappe: Adam Hansen | Ronde van België 1e etappe: André Greipel 2e etappe: André Greipel Ronde van Zeeland Seaports Winnaar: André Greipel Halle-Ingooigem Winnaar: Kenny Dehaes Nationale kampioenschappen wielrennen Duitsland - wegwedstrijd: André Greipel Ronde van Frankrijk 6e etappe: André Greipel Ronde van Wallonië 4e etappe: Kenny Dehaes Eneco Tour 4e etappe: André Greipel Brussels Cycling Classic Winnaar: André Greipel Kampioenschap van Vlaanderen Winnaar: Jens Debusschere Eurométropole Tour 1e etappe: Jens Debusschere Eindklassement: Jens Debusschere Nationale Sluitingsprijs Winnaar: Jens Debusschere |

1985 · 1986 · 1987 · 1988 · 1989 · 1990 · 1991 · 1992 · 1993 · 1994 · 1995 · 1996 · 1997 · 1998 · 1999 · 2000 · 2001 · 2002 · 2003 · 2004 · 2005 · 2006 · 2007 · 2008 · 2009 · 2010 · 2011 · 2012 · 2013 · 2014 · 2015 · 2016 · 2017 · 2018 · 2019 · 2020 · 2021 · 2022 · 2023 · 2024 · 2025
AG2R-La Mondiale · Argos-Shimano · Astana · Belkin Pro Cycling · BMC Racing Team · Cannondale Pro Cycling Team · Euskaltel-Euskadi · FDJ · Team Garmin-Sharp · Katjoesja · Lampre-Merida · Lotto-Belisol · Team Movistar · Omega Pharma-Quick Step · Orica-GreenEdge · RadioShack-Leopard · Team Saxo-Tinkoff · Sky ProCycling · Vacansoleil-DCM